# Sposalizio della Vergine (Luca Giordano)
Lo Sposalizio della Vergine  è un dipinto a olio su tela (155 × 355 cm) di Luca Giordano, databile al 1688 e conservato presso il museo del Louvre di Parigi.

## Descrizione
L'opera deriva probabilmente da una serie di scene della vita della Vergine ideati per il Palazzo Reale di Aranjuez dallo stesso Giordano. 
Nel dipinto si mostra la Vergine al centro, in piedi, con abito rosa e manto azzurro, che riceve cerimonia dal sommo sacerdote accanto a lei, il quale officia la funzione leggendo su di un grosso libro tenuto da un ragazzo posto sotto di esso. Più in là, a sinistra, san Giuseppe, con vestito viola e mantello giallo, tiene in mano il ramo fiorito. Maria infatti, secondo i vangeli apocrifi, era cresciuta nel Tempio di Gerusalemme (quindi con uno stile di vita casto, simile a quello delle monache) e quando fu giunta in età da matrimonio, venne dato a ognuno dei pretendenti un ramo secco, in attesa di un segno divino: l'unico che fiorì, fu appunto quello di Giuseppe. A destra, vi sono un gruppo di donne inginocchiate che osservano in preghiera la cerimonia. La scena si svolge sotto un arco del tempio con cherubini in volo. 
L'atteggiamento della Vergine ricorda per molti aspetti il capolavoro di François Duquesnoy per la chiesa di Santa Maria di Loreto (Roma),  la Santa Susanna. L'equilibrio delle forme, la gamma di colori freddi e il formato orizzontale evocano il classicismo di Nicolas Poussin.